# Donaldius lucidus
Donaldius lucidus är en spindelart som beskrevs av Arthur M. Chickering 1946. Donaldius lucidus ingår i släktet Donaldius och familjen hoppspindlar. Inga underarter finns listade i Catalogue of Life.